# Omega Aurigae
Omega Aurigae (ω Aurigae, förkortat  Omega Aur, ω Aur) som är stjärnans Bayerbeteckning, är en dubbelstjärna belägen i den västra delen av stjärnbilden Kusken. Den har en skenbar magnitud på 4,95 och är svagt synlig för blotta ögat där ljusföroreningar ej förekommer. Baserat på parallaxmätning inom Hipparcosuppdraget på ca 20,5 mas, beräknas den befinna sig på ett avstånd på ca 159 ljusår (ca 49 parsek) från solen.

## Egenskaper
Primärstjärnan Omega Aurigae A är en stjärna i huvudserien av spektralklass A1 V. Den har en radie som är ca 2,1 - 2,7 gånger större än solens och utsänder från dess fotosfär ca 27 gånger mera energi än solen vid en effektiv temperatur på ca 9 230 K.
Den har en följeslagare av magnitud 8,18 separerad med 4,99 bågsekunder. Konstellationen är en källa till röntgenstrålning med en styrka på 16,57×1029 ergs/s.